# Политическое устройство Республики Сербской
Республика Сербская — государственное образование в составе федерации Боснии и Герцеговины, по Дейтонским соглашениям занимающее 49 % её территории.
Формально эта территория входит в состав государства Босния и Герцеговина, у неё де-факто есть атрибуты государственной власти и суверенитета. Тем не менее полномочия властей Республики Сербской заметно ограничены Верховным представителем по Боснии и Герцеговине и высшими органами власти Боснии и Герцеговины.

## Форма правления
Республика Сербская — парламентская республика, где выборы президента проходят всенародным голосованием. За всю историю Республики Сербской у неё было 9 президентов.

## Президенты Республики Сербской
- 1992—1996: Радован Караджич (СДС)
- 1996—1998: Биляна Плавшич (СДС, СНС РС)
- 1998—1999: Никола Поплашен (СРС РС)
- 1999—2000, и. о. : Петар Джокич (СП РС)
- 2000—2002: Мирко Шарович (СДС)
- 2002—2006: Драган Чавич (СДС)
- 2006—2007: Милан Елич (СНСД)
- 2007, и. о. : Игор Радойчич (СНСД)
- 2007—2010: Райко Кузманович (СНСД)
- 2010—2018: Милорад Додик (СНСД)
- 2018—2022: Желька Цвиянович (СНСД)
- С 2022: Милорад Додик (СНСД)

Вице-президентами при Милораде Додике являются два представителя боснийцев и хорватов, получивших наибольшее число голосов в ходе общего голосования — Камиль Дуракович и Давор Пранич соответственно.

## Скупщина Республики Сербской
Результаты выборов 2 октября 2022 года:
| Партия                             | Голосов           | Мест |
| ---------------------------------- | ----------------- | ---- |
| Союз независимых социал-демократов | 221 554 (34.63 %) | 29   |
| Сербская демократическая партия    | 95 648 (14.95 %)  | 13   |
| Партия демократического прогресса  | 65 872 (10.30 %)  | 8    |
| Социалистическая партия            | 37 919 (5.93 %)   | 5    |
| Государственное движение           | 36 651 (5.73 %)   | 5    |
| Демократический союз               | 34 898 (5.46 %)   | 5    |
| Объединённая Сербская              | 32 700 (5.11 %)   | 4    |
| За справедливость и порядок        | 31 558 (4.93 %)   | 4    |
| Демократический народный союз      | 28 502 (4.46 %)   | 4    |
| Народная партия Сербской           | 20 905 (3.27 %)   | 3    |
| Социалистическая партия Сербской   | 19 894 (3.11 %)   | 3    |

## Политические партии
В состав парламента входят 9 партий из них 7 — сербские.

### СНСД —Союз независимых социал-демократов
- Савез независних социјалдемократа
- Основан: 1996
- Лидер — Милорад Додик
- Придерживается проевропейского пути Республики Сербской, не поддерживает идею независимости, но привержена Дейтонским соглашениям.

### СДС —Сербская демократическая партия
- Српска демократска странка
- Основана: 1992
- Лидер — Вукота Говедарица
- Националистическая сербская партия, после провозглашения независимости Косово требует сделать того же самого в Республике Сербской.

### ПДП —Партия демократического прогресса
Партија демократског прогресса
- Основана:
- Лидер — Бранислав Боренович

Умеренная национал-консервативная партия. Состоит в коалиции с СНСД.

### ДНС —Демократический народный союз
Демократски народни савез
- Основан: 2000
- Лидер — Марко Павич

Правая партия с консервативной идеологией.

## Премьер-министры Республики Сербской
В Республике Сербской главой государства является премьер-министр. В Правительство входят 16 министерств плюс 2 министра представляют национальные меньшинства — босняков и хорватов.
- Бранко Джерич (1992—1993)
- Владимир Лукич (1993—1994)
- Душан Козич (1994—1995)
- Райко Касагич (1995—1996)
- Гойко Кликович (1996—1998)
- Милорад Додик (1998—2001)
- Младен Иванич (2001—2003)
- Драган Микеревич (2003—2005)
- Перо Букейлович (2005—2006)
- Милорад Додик (2006—2010)
- Антон Касипович (и.о.) (2010)
- Александр Джомбич (2010—2013)
- Желька Цвиянович (2013—2018)
- Сребренка Голич (и.о.) (2018)
- Радован Вишкович (2018 — наст.)

## Ограничения самостоятельности властей Республики Сербской
Самостоятельность властей Республики Сербской в принятии решений сильно ограничена органами Боснии и Герцеговины, и, особенно, Верховным представителем по Боснии и Герцеговине.

### Полномочия властей Боснии и Герцеговины
Самостоятельность Республики Сербской ограничена полномочиями властей Боснии и Герцеговины. Например, по Конституции Боснии и Герцеговины Республика Сербская вправе установить «особые параллельные отношения» с соседними странами, но лишь после того, как их изучит Конституционный суд Боснии и Герцеговины на предмет соответствия «территориальной целостности и суверенитету» Боснии и Герцеговины. При этом в Конституционном суде Боснии и Герцеговины за представителями Республики Сербской закреплены только 2 места из 9, что дает ему возможность принимать решения даже без участия сербских представителей. В исключительной компетенции властей Боснии и Герцеговины остаются такие вопросы как оборона, таможня, выпуск единой валюты.

### Права Верховного представителя
В 1997—1998 годах Верховный представитель по Боснии и Герцеговине получил ряд прав, которые существенно ограничили самостоятельность органов Республики Сербской. В частности, Верховный представитель вправе самостоятельно снимать с любой должности любое должностное лицо, причем с запретом ему занимать любые (как избираемые, так и назначаемые) посты как в органах власти, так и в политических партиях. Также он вправе самостоятельно издавать решения, обязательные для исполнения всеми органами Боснии и Герцеговины. Этими правами Верховные представители активно пользовались. Например, в марте 1999 года Верховный представитель снял с должности избранного населением Президента Республики Сербской Н. Поплашена после того, как тот уволил своим указом с поста премьер-министра М. Додика. При этом попытки Скупщины Республики Сербской ограничить действие решений Верховного представителя, жестко пресекались им. Например, в 1999 году Верховный представитель подписал ряд решений, отменивших право собственности на занятые в ходе войны квартиры и установивших порядок выселения новых владельцев. 10 ноября 1999 года Скупщина приостановила выселение в зимний период. В ответ Верховный представитель своим указом объявил это решение парламента «противоречащим моему решению от 27 октября 1999 г…. и потому не имеющим силы».

## Референдум о независимости
После провозглашения независимости Косово Парламент Республики Сербской принял резолюцию, в которой было заявлено, что в случае признания независимости Косово половиной членов ЕС и половиной членов ООН Республика Сербская проведёт второй референдум о независимости. В последнее время в конфликте между Милорадом Додиком и Верховным представителем по Боснии и Герцеговине Мирославом Лайчаком Додик упоминал возможность проведения референдума.
Действующим Верховным представителем по Боснии и Герцеговине после ухода Лайчака стал австрийский дипломат Валентин Инцко. С точки зрения Дейтонских соглашений выход Республики Сербской из состава Боснии и Герцеговины невозможен — в договоре зафиксировано «сохранение территориальной целостности БиГ».